# Disney Channel (França)
Disney Channel França (Disney Channel France) é a edição em francês do Disney Channel, de propriedade da Walt Disney Company. Foi lançado em março de 1997, principalmente na plataforma Canalsat.

## História
Em 2 de novembro de 2002, o portfólio de canais da marca Disney na França expandiu de um para quatro canais com o lançamento de Toon Disney, Playhouse Disney (agora Disney Junior) e Disney Channel +1. O canal de filmes Disney Cinemagic foi lançado em setembro de 2007.
Em 1 de abril de 2011, o Disney Channel foi lançado em plataformas de IPTV. Em 19 de abril de 2011, a Disney e o Free ISP lançaram um serviço VOD na Freebox chamado Disney-Tek em 1 de maio de 2011, o canal mudou de logotipo.
Paralelamente ao lançamento francês do Disney+, previsto para 24 de março de 2020, mas adiado para 7 de abril, o Disney XD, o Disney Cinema e três serviços (Disney Channel Pop Pick, Disney English e Hola Disney) foram encerrados, e o Disney Channel tornou-se de volta em exclusivo ao Canal+, tendo sido retirado da Bouygues Telecom em 30 de março, da Free em 2 de abril, da Orange em 9 de abril e, finalmente, da SFR em 30 de junho.
Na sequência da não renovação do contrato de Disney com o Canal+, o canal deixará de ser difundido no Canal+ em 31 de dezembro de 2024, que era o seu difusor exclusivo na França continental e na África francófona, mas os meios de comunicação informaram erradamente sobre o encerramento do canal sem confirmação da Disney, que já tinha programado programas para serem transmitidos depois de 1 de janeiro de 2025.
Em 20 de dezembro de 2024, foi anunciado que os canais Disney Channel e National Geographic estariam disponíveis a partir de 1 de janeiro de 2025 na Free e a partir de 2 de janeiro de 2025 na Orange, incluídos nos pacotes básicos. O canal Disney Jr. deixaria então de ser emitido em França.

## Logos
Quando lançado em 1997, o Disney Channel France adotou o mesmo logotipo e identidade do Disney Channel UK. Adotou o novo logotipo Circles do Disney Channel no Reino Unido e os identificadores em 4 de setembro de 1999. Em março de 2000, o Disney Channel France abriu um concurso chamado Les Grands Prix De L'imagination, onde animadores de toda a França criaram identidades para o Disney Channel International. dois vencedores terão seus idents exibidos no canal francês. Os vencedores foram Marc du Pontavice, o produtor de Oggy and the Cockroaches (que fez o ID "Glass Charger / Laboratory" para o line-up de 1999), e Eric Berthier (que fez o ID "Alien" para o pacote de 1997). Em 21 de junho de 2003, o Disney Channel France também adotou o novo logotipo e os identificadores do Disney Channel US. Em 2011, o Disney Channel International adotou o novo logotipo e os identificadores em forma de aplicativo de celular.
Em março de 2007, o Disney Channel France comemorou o 10º aniversário de seu lançamento. Utilizou uma versão especial do design da fita - a forma do logotipo da Disney usado na época - nas promoções do evento; o logo incorporou a ideia do 10º aniversário ao design. O logotipo provavelmente foi usado de alguma forma como um gráfico digital na tela durante a programação para a ocasião.
Cinco anos depois, em março de 2012, o Disney Channel France lançou outro logotipo para celebrar seu 15º aniversário. É uma edição personalizada, feita para a ocasião, e é baseada na versão atual, o logotipo do smartphone. Foi usado em promoções para o evento, como spots de TV. Ocorrendo nos dias 24 e 25 de março de 2012, consistiu nas cinco primeiras séries já exibidas na rede, de acordo com os votos dos telespectadores através do site oficial, Disney.fr. O logotipo também foi provavelmente usado de alguma forma como um gráfico digital na tela durante a programação do evento.

## Transmissão
O canal é transmitido de estúdios em Marne-la-Vallée, França - a localização da Disneyland Paris.
A partir de 29 de junho de 2015, foi lançada uma versão belga em língua francesa, que partilha a programação com a versão belga em língua neerlandesa, em substituição da versão francesa, que só é transmitida por satélite na Bélgica e no Luxemburgo.

### TV a cabo
Disney Channel France está disponível na televisão por cabo através de vários fornecedores em regiões de língua francesa. Numericable oferecido o canal na França até 2020, altura em que o Canal+ assume a exclusividade total. Enquanto é também oferecido na Suíça pela Swisscom e Sunrise. Na Bélgica, o Disney Channel France foi disponível na VOO em Bruxelas e na Valônia, da Telenet nas mesmas regiões, e do Numericable Belgique.

### Satélite
Disney Channel France também está disponível via satélite em regiões de língua francesa e nações francesas. Canal+ fornece o canal na França. Canal+ também distribui em todas as suas regiões francófonas em Suiça, Nova Caledônia e em alguns outros territórios do Pacífico (Canal+ Calédonie), os departamentos franceses no Oceano Índico (Canal+ Réunion) e nas Caraíbas e a Guiana Francesa (Canal+ Caraïbes), e África (Canal+ Afrique). Na Bélgica, o canal está disponível via satélite pela Télésat.